# Chiesa di Santa Maria Assunta (Manerba del Garda)
La chiesa di Santa Maria Assunta, nota anche con il titolo di duomo, è la parrocchiale di Solarolo, frazione-capoluogo del comune sparso di Manerba del Garda, in provincia di Brescia e diocesi di Verona; fa parte del vicariato del Lago Bresciano.

## Storia
La primitiva parrocchiale di Manerba era la chiesa di Santa Maria in Valtenesi, di origine alto medievale, che aveva il titolo di pieve.
Nel XVIII secolo si decise di edificare in paese una nuova chiesa; la prima pietra dell'attuale parrocchiale venne posta il 20 gennaio 1746. L'edificio, progettato da Antonio Spazzi, fu portato a compimento nel 1757 e consacrato dal vescovo di Verona Giovanni Morosini il giorno di Pasqua del 1781.
Nel 1977 la copertura della chiesa subì un intervento di risistemazione, mentre nel 1988 la facciata venne restaurata su progetto dell'architetto Mario Toselli.

## Descrizione

### Facciata
La facciata della chiesa, che guarda a mezzogiorno, è in stile barocco ed è divisa in due ordini; quello inferiore è caratterizzato da due paraste angolari e da quattro semicolonne dotate di capitelli in stile corinzio e dal portale sormontato da un timpano curvilineo, quello superiore due volute di raccordo con quello inferiore accanto alle quali sono presenti altrettante statue e due coppie di semicolonne, anch'esse con capitelli corinzi, separate dal finestrone centrale dotato di timpano. A coronare il tutto vi è il timpano triangolare caratterizzato da dentellature, sul quale sono poste quattro statue.

### Interno

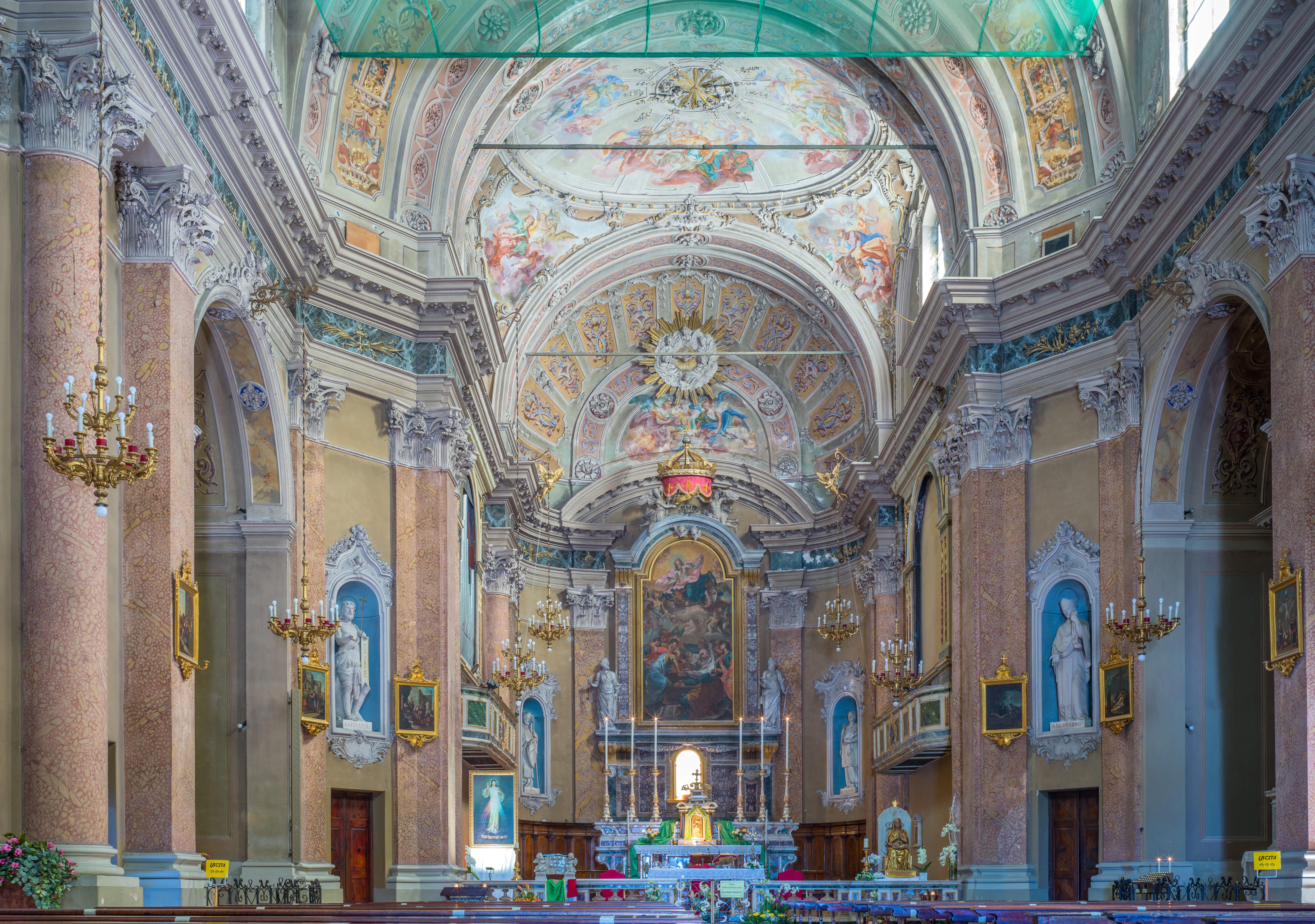
L'interno della chiesa

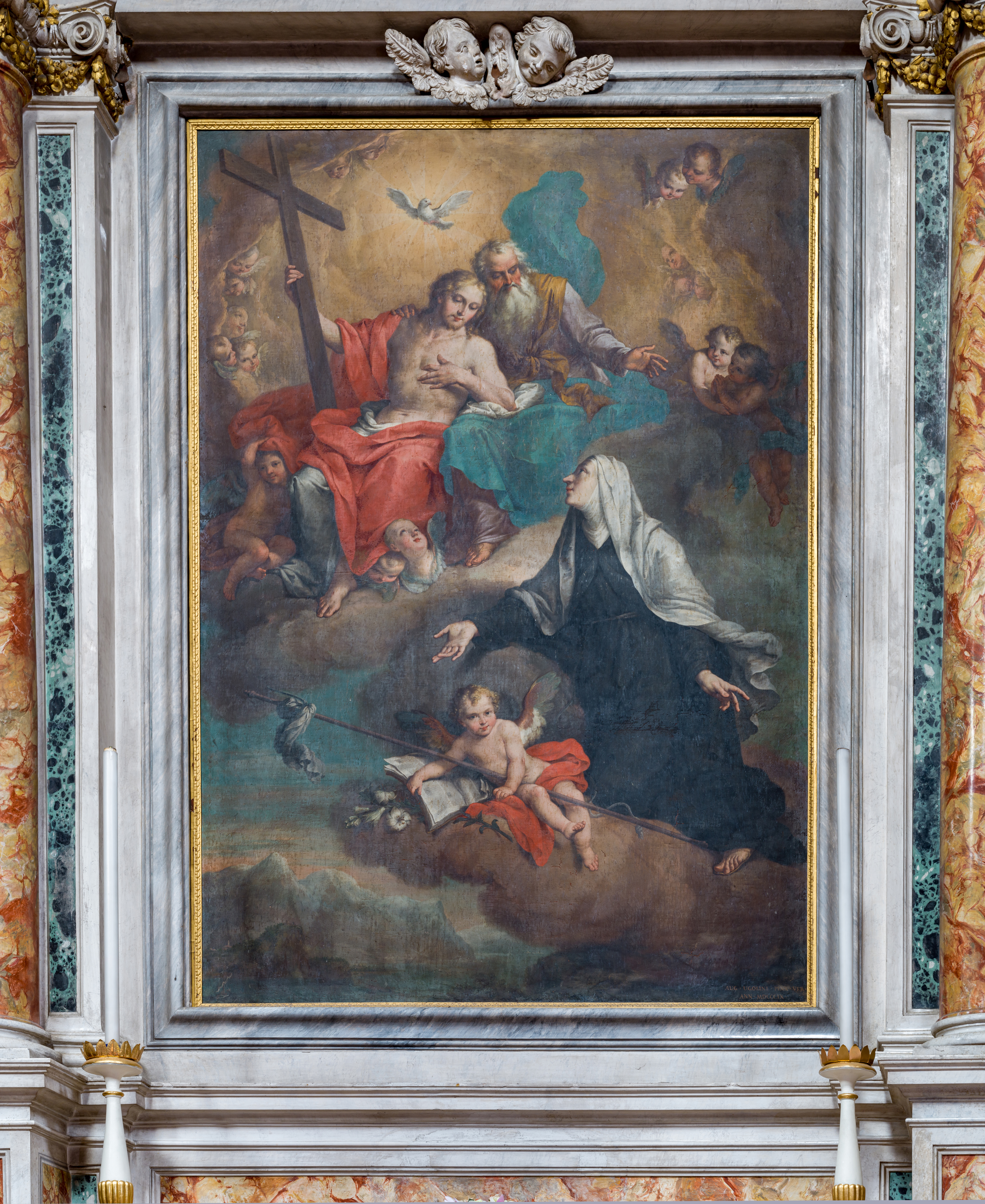
La pala d'altare con Santa Angela Merici e la Trinità

L'interno della chiesa è ad un'unica navata volta a botte scandita da costoloni e con transetto sulla quale si affacciano sei cappelle laterali due delle quali corrispondono ai bracci del transetto ospitanti gli altari di Sant'Antonio di Padova, della Madonna del Rosario, della Trinità o di Sant'Angela Merici, di San Luigi Gonzaga, del Crocifisso e di San Giuseppe. 

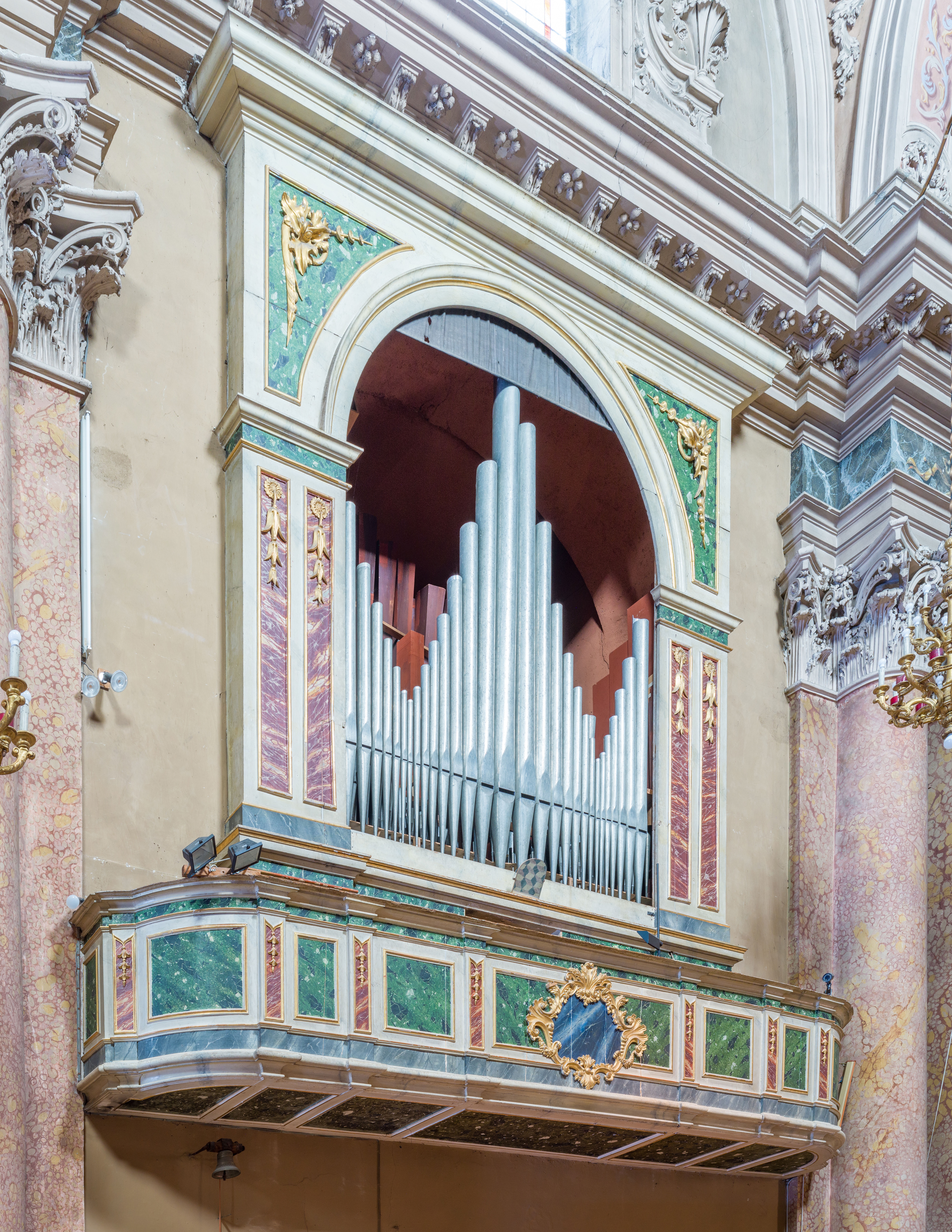
L'organo

L'aula termina con il presbiterio rialzato di tre scalini, a sua volta chiuso dall'abside di forma semiellittica.
L'interno della chiesa è stato affrescato da Giovanni Verenini, pittore di Salò nel 1880 in stile neobarocco. 

## Affreschi della volta di Giovanni Verenini

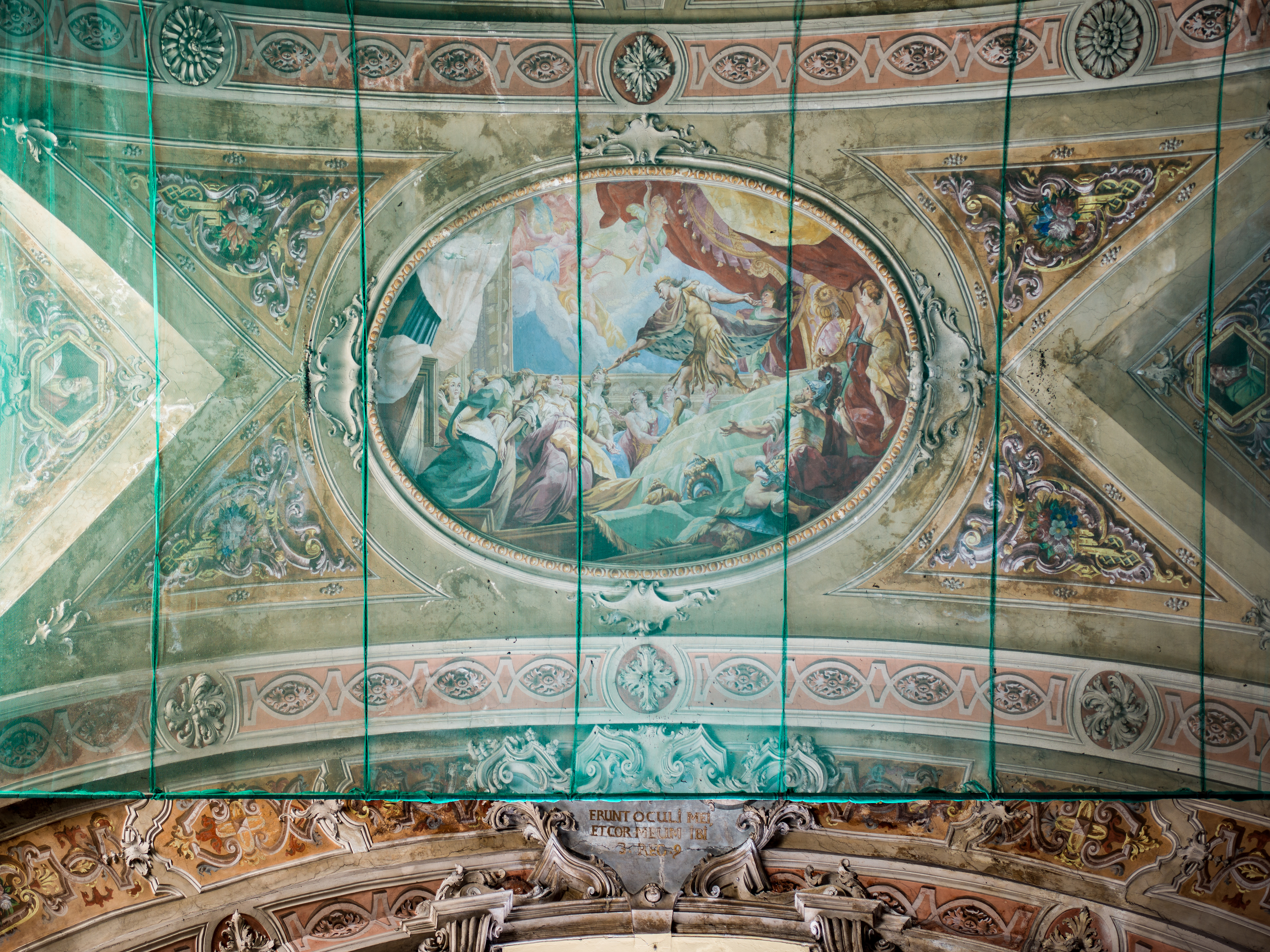
Affresco di Ester e il re Assuero.
Affresco trompe-l'oeil con telamoni. In basso a sinistra la firma del pittore con data 1880.
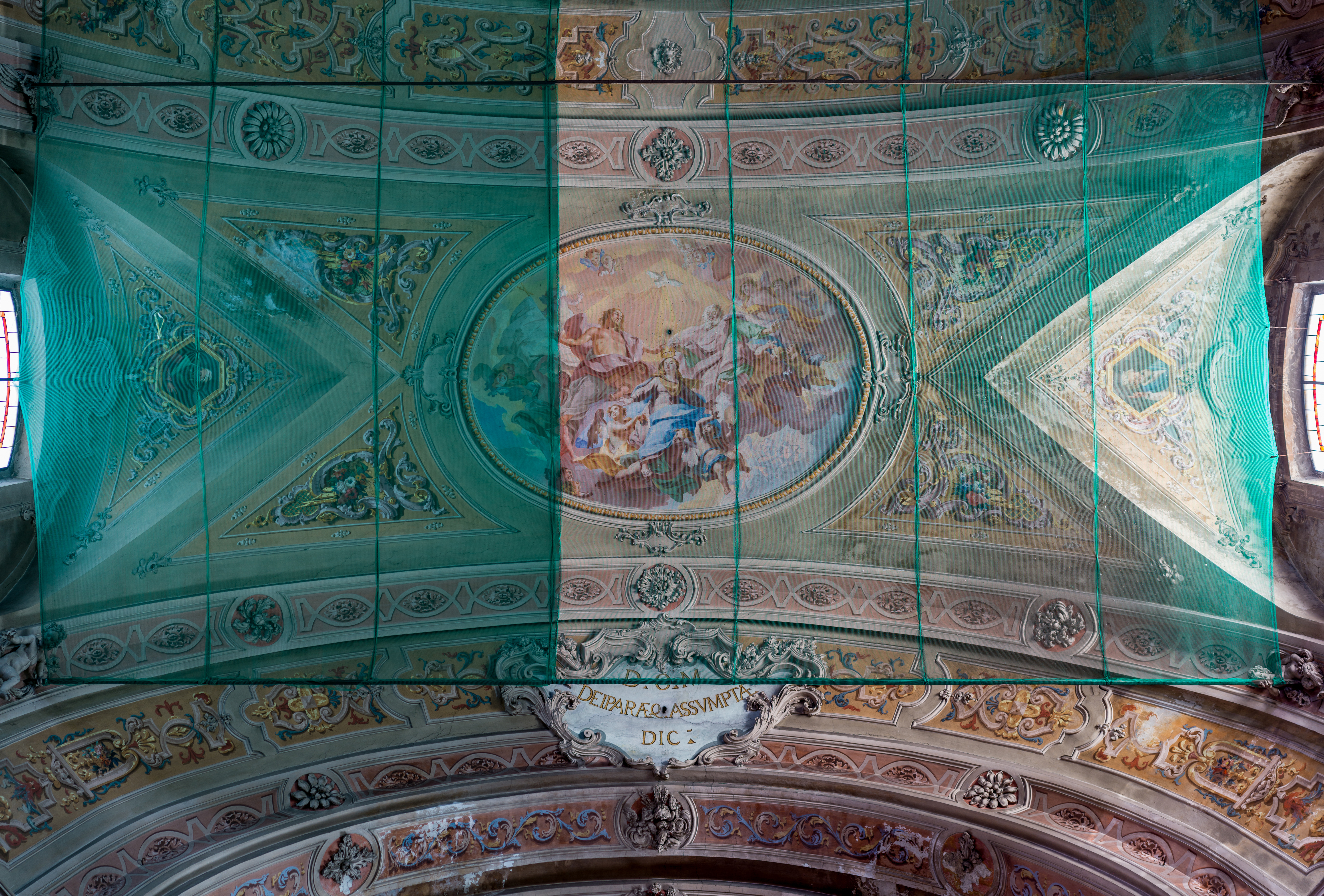
Affresco dell'Assunzione di Maria.
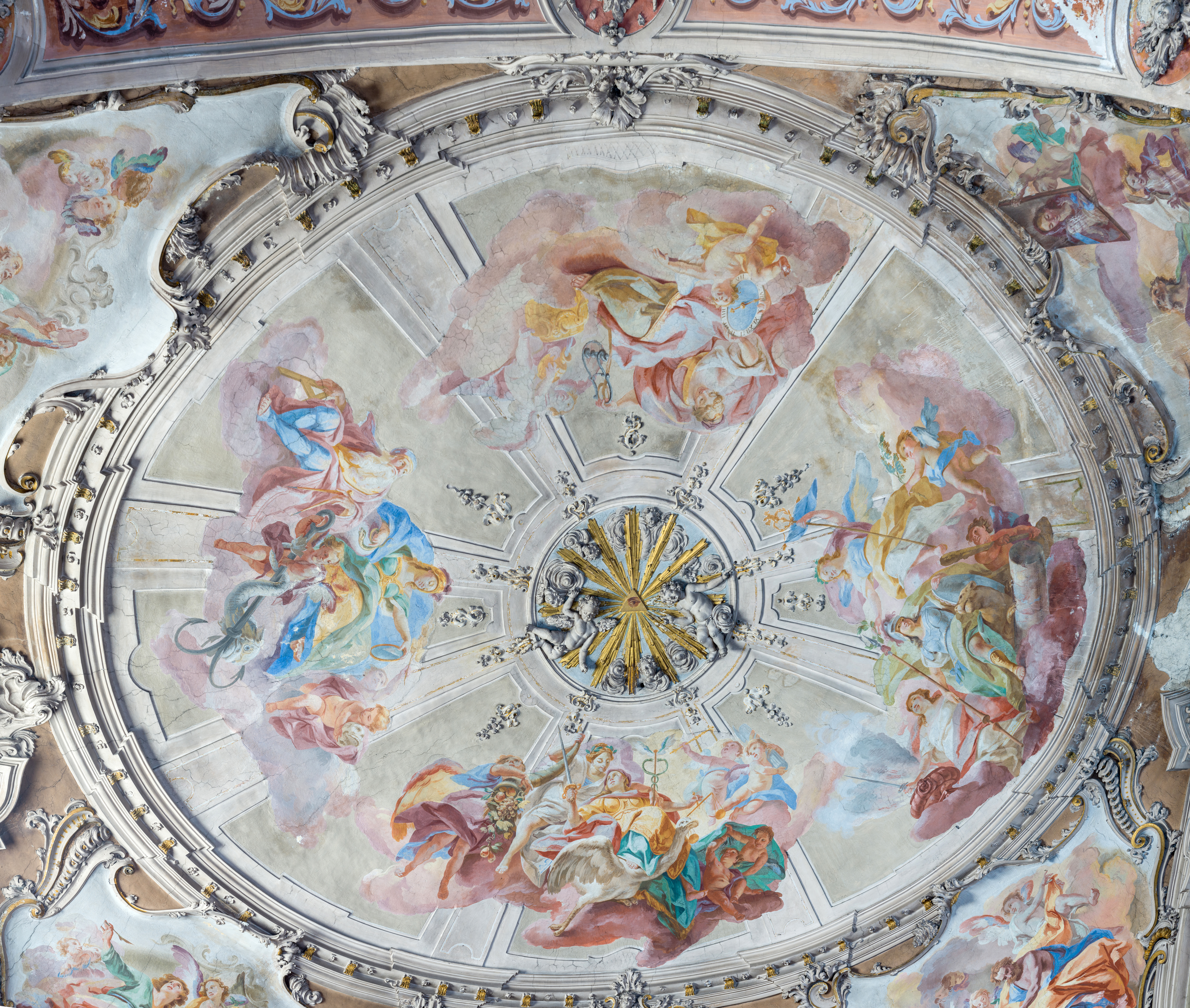
La volta del presbiterio con le allegorie delle virtù cardinali.

Le opere di maggior pregio qui conservate sono la pala ritraente l'Assunzione della Vergine Maria, eseguita da Pio Piatti, e l'organo, costruito da Francesco Mareschini nel 1845.
Dopo il terremoto di Salò del 2004 tutta la volta della navata principale è stata coperta da una rete protettiva tuttora ivi esistente nel 2021.

## Gli altari della chiesa

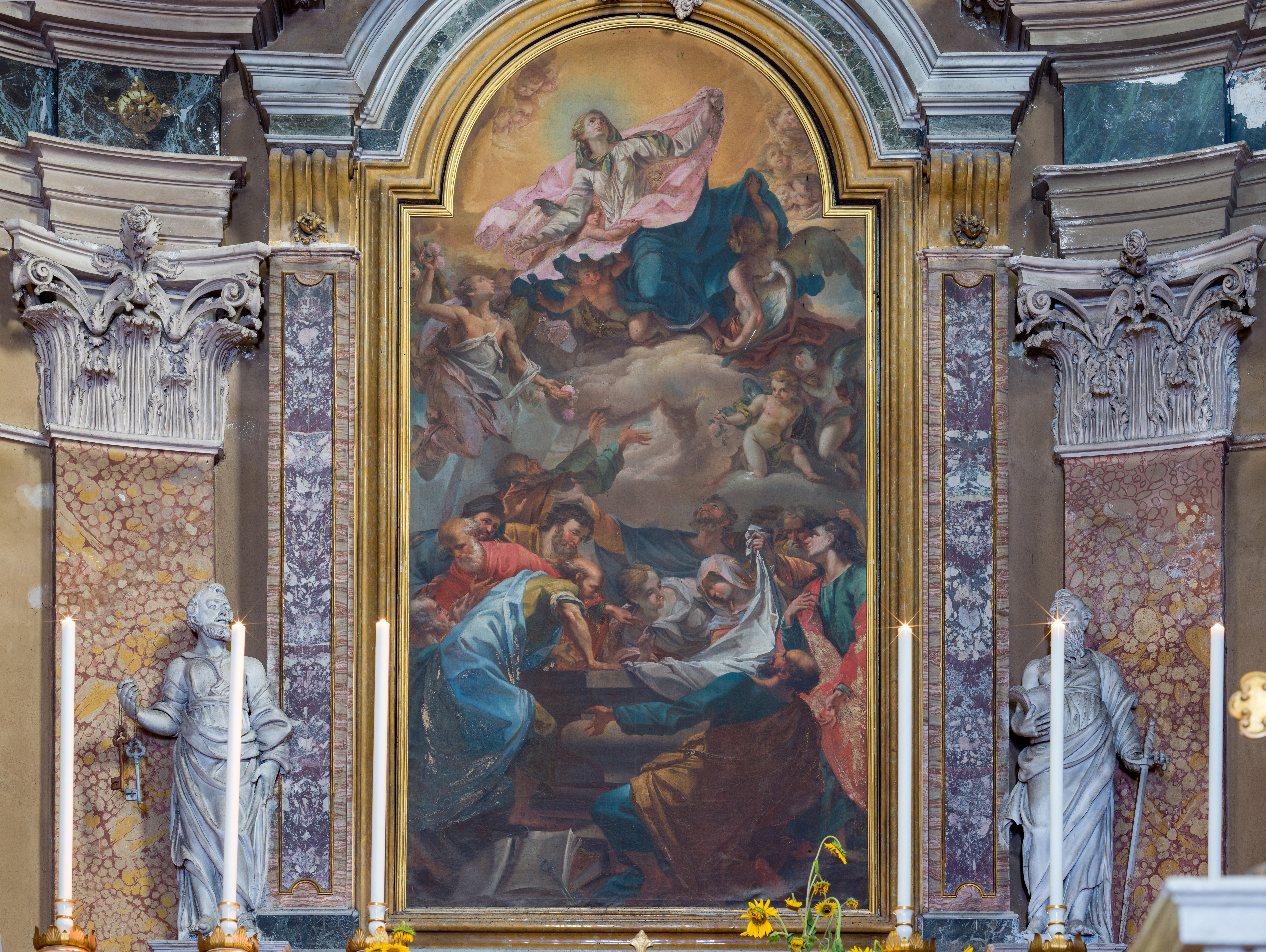
L'altare maggiore con la pala dell'Assunta.
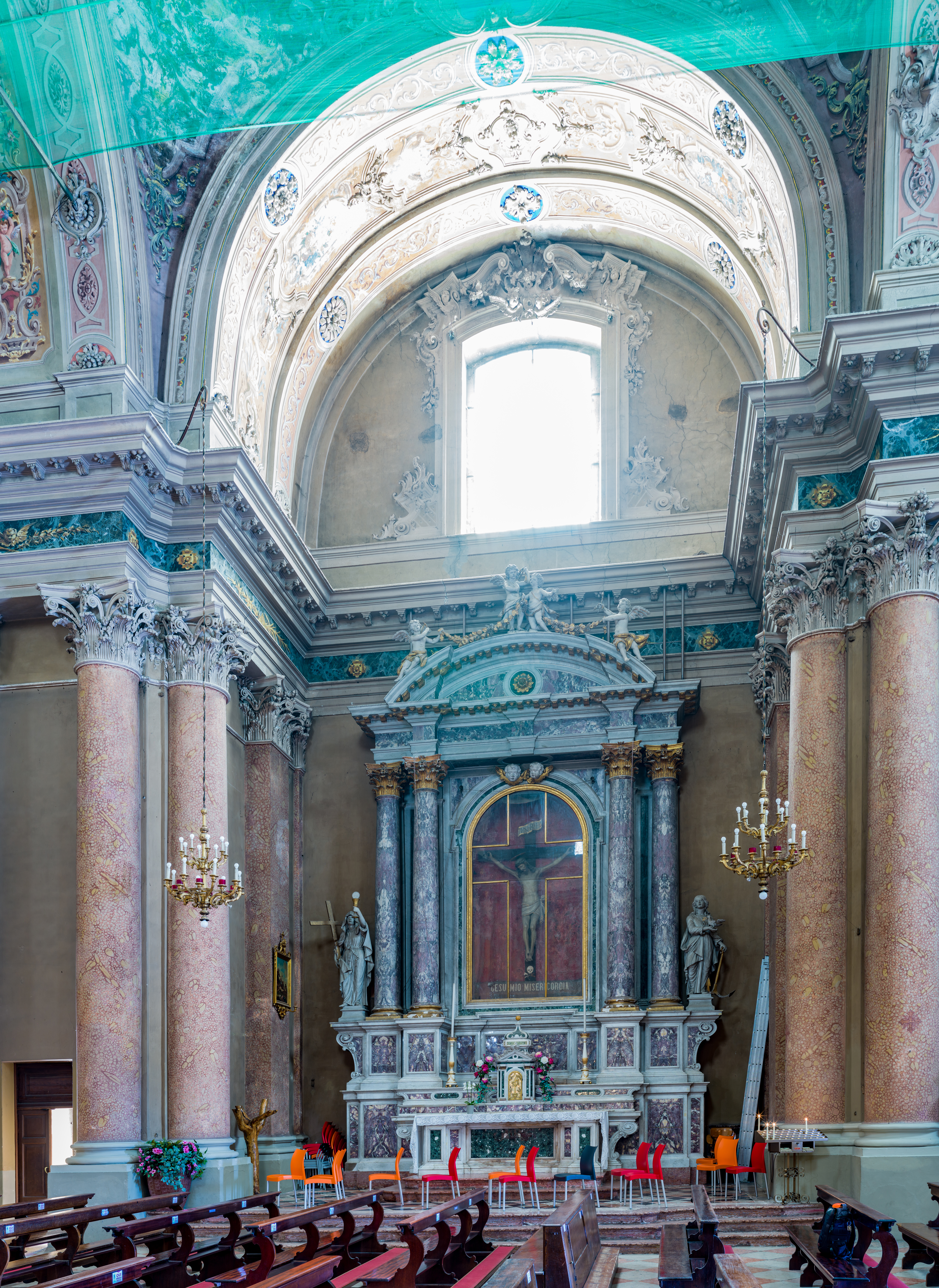
L'altare della Croce.
L'altare della Madonna.
L'altare Francesco di Sales.
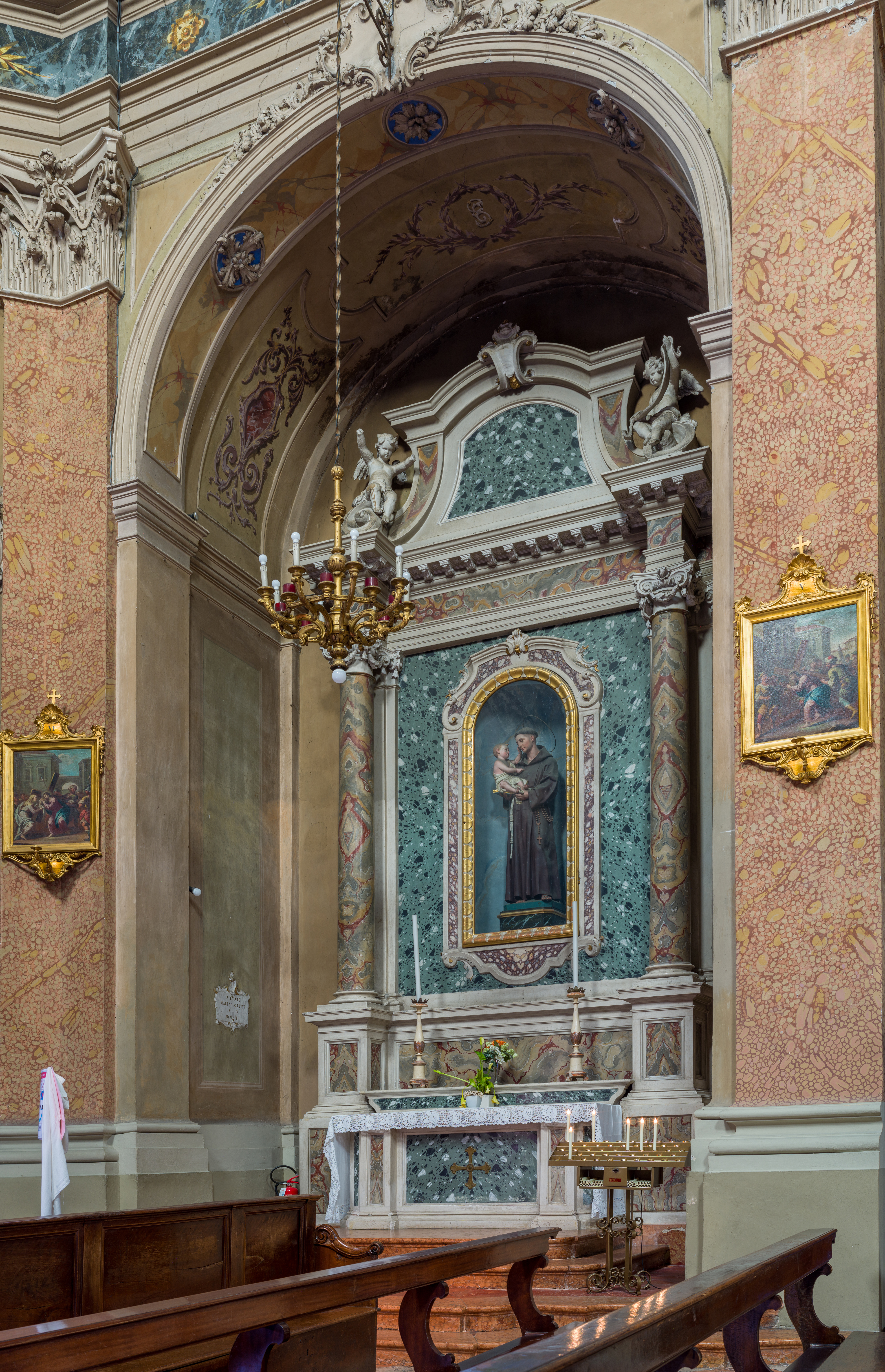
Laltar e di San Antonio.
L'Altare di Sn Giuseppe